# Bibliothèque municipale de l'Archiginnasio
La  Bibliothèque municipale de l’Archiginnasio est une bibliothèque de Bologne, spécialisée dans les humanités et dans l’histoire de la ville, dont le siège se situe au sein du palais de l’Archiginnasio.

## Histoire
La bibliothèque est fondée en 1801 au couvent de San Domenico pour regrouper les collections des ordres religieux supprimés par Napoléon.
En 1838, la bibliothèque est transférée à son emplacement actuel, dans le palais de l’Archiginnasio, où elle fut organisée par Luigi Frati, directeur de 1858 à 1902.
Lui succéda Albano Sorbelli, qui la dirige de 1904 à 1943.
L’accroissement des collections fut non seulement dû à des acquisitions, mais aussi à des donations de la part de personnalités et d’universitaires bolonais, comme les cardinal Giuseppe Mezzofanti, Matteo Venturoli, Antonio Muñoz, Giovanni Gozzadini, Marco Minghetti, Teodorico Landoni, Severino Ferrari, Giovanni Pascoli, Carlo Alberto Pizzardi, Alberto Dallolio, Pietro Giacomo Rusconi, Aldobrandino Malvezzi de' Medici, Giovanni Venturini, Leone Bolaffio, Giovanni Boeris, Oreste Trebbi, Albano Sorbelli, déjà mentionné, Gaetano Bussolari, Alessandro Cervellati, Cincinnato Baruzzi, Antonio Gandolfi, Antonio Baldacci, Enrico Frati, Antonio Cappelli, Maria Sara Goretti, Federico Ravagli, Pietro Bubani, Jacob Moleschott, Luigi Serra, Laura Bassi, Aurelio Saffi, Riccardo Bacchelli, Pelagio Palagi, et Alessio Arena.
Parmi les derniers legs d’importance figure celui de Luciano Anceschi, parvenu en 1991, et constitué de près de 27 000 volumes de la bibliothèque personnelle du critique et professeur, d’environ 3 000 d’imprimés, et d’une correspondance de 17 668 lettres.

## Patrimoine
La bibliothèque possède 850 000 volumes et opuscules, environ 2 500 incunables, environ 15 000 cinquecentine, et près de 120 000 livres anciens (jusqu’à 1830). La collection de périodiques comprend 7 500 journaux, dont 1 300 sont encore publiés.
Parmi les incunables figurent certains exemplaires uniques, comme la Mascalcia de Agostino Columbre (Naples, Francesco Del Tuppo, 1490), les Fables d'Ésope (Bologne, Ercole Nani, 1494), l’Infancia del Salvador de Bernardo de Caravaca (s.l., ma Burgos, Giovanni da Burgos, c. 1495).
Ce patrimoine comprend également des manuscrits, répartis en quatre sections :
- "Manoscritti A" (3 000 documents de genres divers, sans rapport avec Bologne);
- "Manoscritti B" (5 000 documents concernant l’histoire, la culture et la vie bolonaises);
- "Manoscritti Gozzadini" (445 documents appartenant au sus-cité comte et sénateur Giovanni Gozzadini);
- "Fonds spéciaux" (environ 5 500 documents d’archive divers, correspondances, et collections particulières, toujours en rapport avec la ville)[1].

## Note
- (it) Cet article est partiellement ou en totalité issu de l’article de Wikipédia en italien intitulé « Biblioteca comunale dell'Archiginnasio » (voir la liste des auteurs).

1. 1 2 3  Raffaella Tamiozzo, Biblioteca dell'Archiginnasio, "Biblioteche Oggi", Milan, éd. Bibliografica, n. 4, 2003, p. 72-73.
2. 1 2  Ettore Apollonj, Marcello Maioli, Annuario delle biblioteche italiane, I vol., Rome, F.lli Palombi, 1969, p. 117.
3. ↑  Article de journal: "Anceschi dona l'epistolario", in La Stampa, Turin, 9 novembre 1991